# Cabo do Serralho

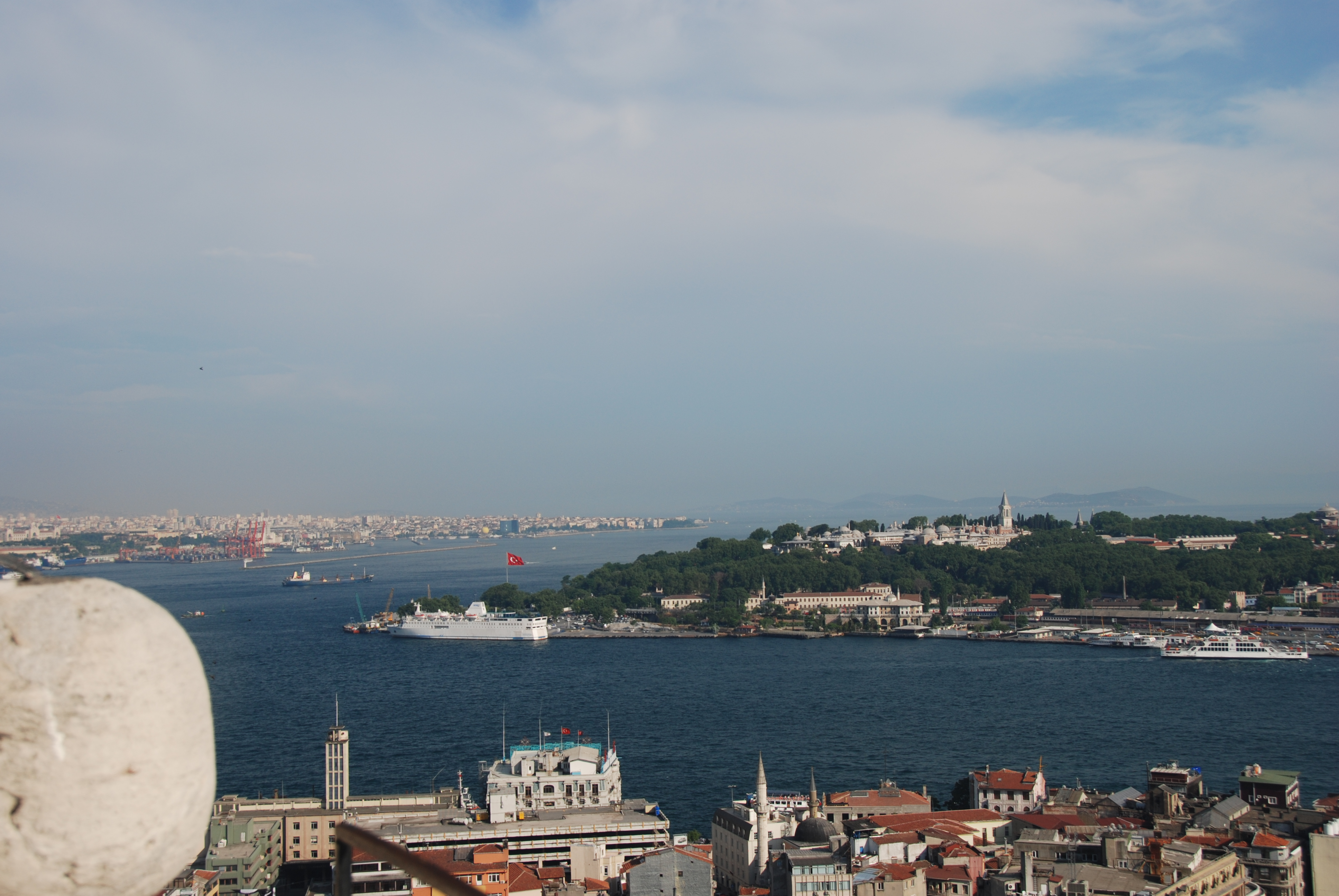
Vista desde a Torre de Gálata sobre o Corno de Ouro e o Cabo do Serralho.

Cabo do Serralho (em turco:  Sarayburnu; "ponta ou cabo do palácio") é um promontório situado na cidade de Istambul, Turquia, que separa o estuário do Corno de Ouro do Mar de Mármara, junto à extremidade do estreito do Bósforo. O cabo é também conhecido pelo nome em inglês de origem italiana Seraglio Point. Aí se situam o Palácio de Topkapi e o Parque Gülhane, que fazem parte das Zonas Históricas de Istambul, as quais estão classificadas desde 1985 pela UNESCO como Património Mundial.

## Nome
A palavra "serralho" deriva do termo italiano serraglio, que por sua vez é uma corruptela do persa säraj ou do turco saray, que significa "palácio", ou "pátio fechado", embora seja comum ser usado no seu sentido mais restrito de harém, isto é, uma parte de uma residência reservado à mulheres. O serralho do Cabo do Serralho é o Palácio de Topkapi, a residência imperial dos sultões otomanos entre 1465 e 1853.
O nome do local em grego era Άγιος Δημήτριος (romaniz.: Hagios Demetrios [São Demétrio]).

## História

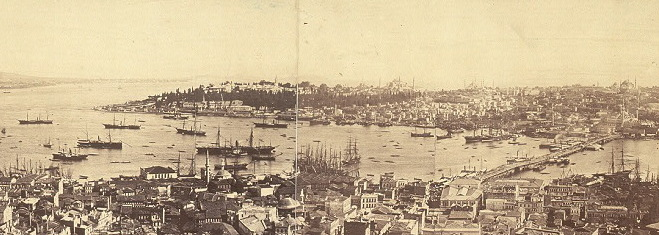
Vista da entrada do Cabo do Serralho e do Corno de Ouro em fotografia de 1876, provavelmente tirada no cimo da Torre de Gálata. Em primeiro plano fica o antigo bairro de Pera ou Gálata, à direita, a antiga Ponte de Gálata.

Os primeiros assentamentos humanos na área, cujos vestígios foram recentemente descobertos na zona de Yenikapı, no antigo Porto de Eleutério, datam de 6 500 a.C., não exatamente no cabo, mas muito próximo dele.
Antes desses achados, pensava-se que os primeiros assentamentos no lado europeu do Bósforo fossem os povoados de Lygos (em grego:  Λυγγος), fundado por tribos trácias entre os séculos XIII e XI a.C., e de Semistra, mencionados nos escritos de Plínio. De Lygos apenas restam alguns restos de paredes sobreviveram até à atualidade, as quais se encontram junto a Topkapı.
A cidade grega Bizâncio foi fundada por colonos de Mégara, uma cidade vizinha de Atenas em 667 a.C. Alguns anos antes, em 685 a.C., colonos de Mégara tinham fundado Calcedónia, no lado asiático (oriental) do Mar de Mármara, onde é hoje o distrito urbano istambulita de Üsküdar. A acrópole da Bizâncio grega erguia-se na mesma área, agora ocupada pelo Palácio de Topkapı.
À parte do Porto de Eleutério (Eleutherion) e do porto de Bucoleão, junto ao palácio com o mesmo nome, os quais por vezes não se consideram como estando no cabo, os portos mais importantes de Constantinopla, o Prosfório e Neório situavam-se no Corno de Ouro, na margem norte do cabo, nos locais que atualmente são os bairros de Sirkeci and Eminönü. Este último, junto à Ponte de Gálata, ainda hoje é um porto importante de ferryboats urbanos.
Durante o final da era otomana, parte das muralhas de Sarayburnu foram demolidas para a construção da via férrea que liga a Europa à Estação de Sirkeci, que se estende ao longo da margem do Mar de Mármara e dá a volta ao cabo. Apesar disso, muitos troços das muralhas ainda estão intactos, especialmente junto ao Palácio de Topkapı.